# Dupont (métro de Toronto)
Dupont est une station de la ligne 1 Yonge-University du métro, de la ville de Toronto en Ontario au Canada.

## Situation sur le réseau
Établie en souterrain, la station Dupont de la ligne 1 Yonge-University, précède la station St. Clair West, en direction du terminus Vaughan Metropolitan Centre, et elle est précédée par la station Spadina, en direction du terminus Finch.

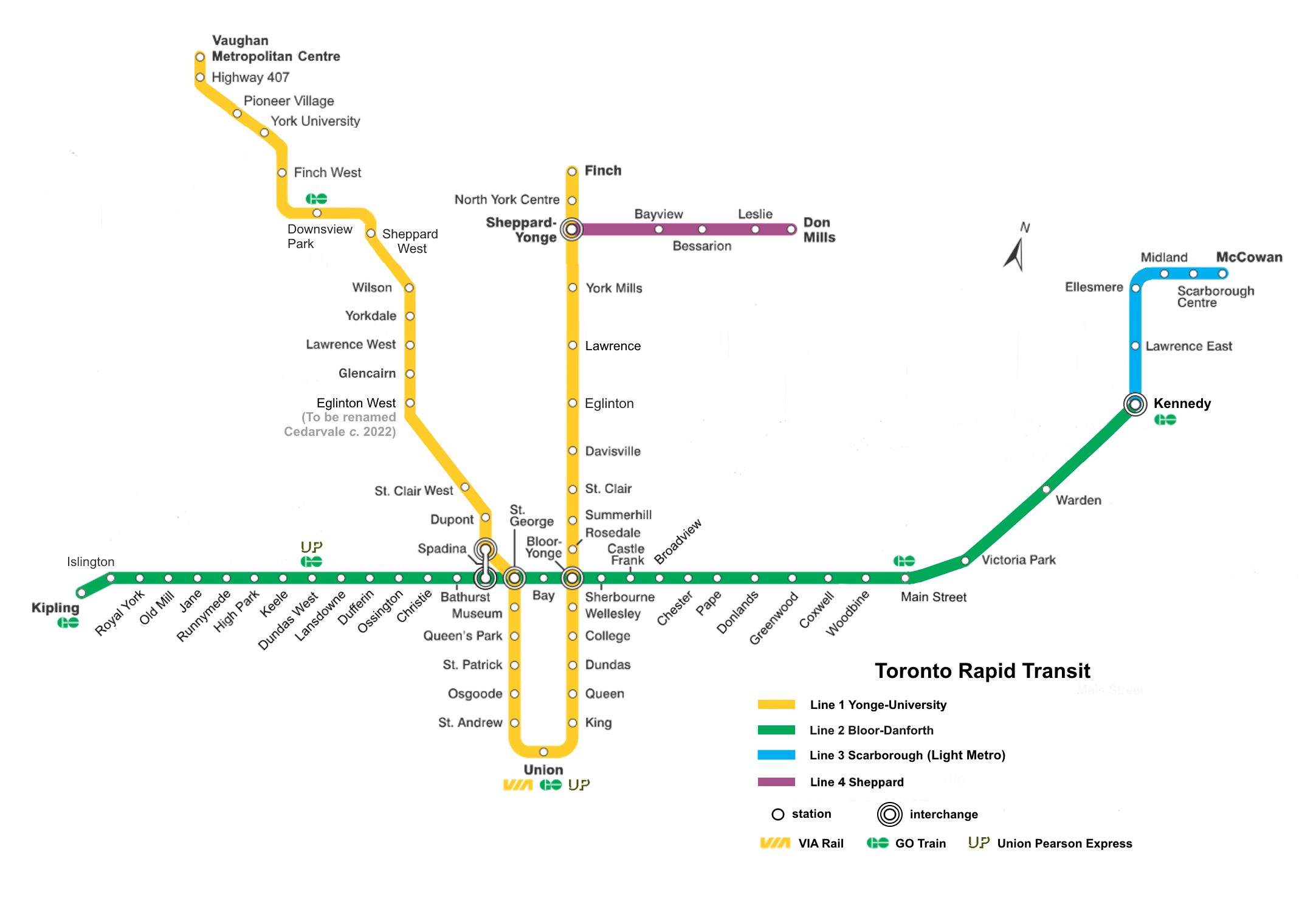
Plan du métro de Toronto (2018).

## Histoire
La station est inaugurée le 28 janvier 1978 et reçoit en moyenne une fréquentation de 16 870 passagers par jour.
C'est entre cette station et la station St. Clair West qu'a eu lieu, le 11 août 1995, l'accident de métro le plus meurtrier de l'histoire du Canada, durant lequel trois personnes trouvèrent la mort et trente personnes furent blessées.

## Services aux voyageurs

### Intermodalité
La station est desservie par les bus des lignes : 26 Dupont et 127 Davenport.

## À proximité
- Spadina House
- Casa Loma
- City of Toronto Archives